# Fièvre de Mayaro
 Mise en garde médicale
La fièvre de Mayaro est une maladie virale due à un arbovirus du genre Alphavirus endémique de Bolivie, du Brésil, du Guyana et de Trinité-et-Tobago.
Le virus est transmis par un moustique du genre Haemagogus (en), à partir de réservoirs animaux rongeurs (Oryzomys, Nectomys et Proechimys), oiseaux (Columbigallina et Icterus) et primates (Callithrix).
C'est une maladie bénigne se manifestant par un syndrome pseudo-grippal de trois jours souvent associé à une éruption papulaire.